# Глизе 3341
Глизе 3341 (GJ 3341) — одиночная звезда в созвездии Голубя на расстоянии около 77 световых лет (около 23,6 парсек) от Солнца. Видимая звёздная величина звезды — +12,08m. Возраст звезды определён как около 17,73 млн лет.

## Характеристики
Глизе 3341 — красный карлик спектрального класса M2, или M2,5V, или M2,5. Масса — около 0,472 солнечной, радиус — около 0,349 солнечного, светимость — около 0,029 солнечной. Эффективная температура — около 3396 K.

## Планетная система
В 2014 году группой астрономов, работающих со спектрографом HARPS, было объявлено об открытии планеты GJ 3341 b.